# Interstate 87
Pour les articles homonymes, voir Interstate 87 (homonymie).
L'Interstate 87 (ou I-87) est une autoroute inter-États de 536,70 kilomètres (333,5 miles) de long située dans l'État de New York, aux États-Unis. Elle est la plus longue autoroute intra-État du pays, soit une autoroute qui ne traverse qu'un seul État sur toute sa longueur.
Elle est l'une des deux autoroutes principales nord-sud de l'État, l'autre étant l'I-81, plus à l'ouest (Syracuse-Binghamton). Elle est également la deuxième plus longue autoroute inter-États de New York, la plus longue étant l'I-90, mesurant un peu plus de 380 milles (611 kilomètres).
L'I-87 sert principalement de lien entre New York et Montréal, au Québec, en passant dans le territoire de la capitale de l'État, Albany. Elle relie l'État au poste frontalier de Saint-Bernard-de-Lacolle à la frontière canado-américaine, où elle se poursuit en tant qu'autoroute 15 au Québec. Elle traverse également le parc des Adirondacks entre Albany et Plattsburgh.

## Description du tracé

### Ville de New York
Le terminus sud de l'I-87 est situé dans le sud du Bronx, dans le quartier de Port Morris, à la hauteur d'un échangeur en T semi-directionnel avec l'I-278, au nord du pont Robert F. Kennedy (Triborough Bridge), reliant à Manhattan, au Bronx et au Queens. L'I-87 se dirige vers l'ouest sur une courte distance, puis bifurque vers le nord pour suivre la rive est de la rivière Harlem. Elle possède des échangeurs avec le Grand Concourse vers le Bronx, ainsi qu'avec les 155th et 161st Street vers Manhattan et le Bronx. Juste de l'autre côté de la rivière, à Manhattan, la Franklin D. Roosevelt Drive est également parallèle à la rivière.
L'I-87 atteint ensuite l'I-95, la principale autoroute de la côte est des États-Unis, qui traverse tout le Bronx et le nord de l'île de Manhattan d'est en ouest. Elle permet aussi l'accès au sud des États de la Nouvelle-Angleterre ainsi qu'au pont George-Washington vers le New Jersey. L'I-87 continue par la suite de suivre la rive est de la rivière Harlem en se dirigeant maintenant vers le nord-nord-est, en possédant quelques échangeurs avec des artères du nord du Bronx. Elle traverse ensuite la parc Van Cortlandt, puis à la frontière nord du parc, elle quitte le territoire de la ville de New York pour entrer dans la ville de Yonkers. Cette section est également appelée la Major Deegan Expressway.

### New York State Thruway
Le terminus sud du New York State Thruway, une autoroute à péage qui relie New York, Albany, Syracuse et Buffalo, se situe à la frontière entre la ville de New York et la ville de Yonkers au nord de Van Cortlandt Park. La section entre Albany et New York est empruntée par l'I-87, et d'Albany à Buffalo, c'est l'I-90 qui prend le Thruway. Jusqu'à la sortie 6A, l'autoroute n'est toutefois pas à péage.
L'I-87 se dirige suivant une orientation sud-nord dans la ville, en possédant six échangeurs qui mènent vers la ville. Elle croise notamment la Cross-County Expressway à la sortie 4, et la Central Park avenue à la sortie 5. Elle possède une courte courbe vers l'ouest avant la sortie 6, puis continue de se diriger vers le nord en suivant la frontière ouest du parc Sprain Ridge, en étant parallèle à la Sprain Brook Parkway, située à l'est. Au nord du parc, le poste de péage est présent sur la New York State Thruway.

Elle continue ensuite de se diriger vers le nord en passant à l'est d'Irvington, puis rejoint l'I-287, l'autoroute de contournement ouest et nord du Grand New York. Cette dernière forme d'ailleurs un multiplex avec l'I-87 pour 18 miles. À la hauteur de l'échangeur I-87 / I-287, l'I-87 bifurque vers l'ouest pour passer au sud de Tarrytown. Elle traverse ensuite le fleuve Hudson sur le pont Tappan Zee, le plus long pont qui enjambe le fleuve dans la grande région de New York. Tout comme l'autoroute, ce pont est à péage. Après le pont, elle tourne vers le nord-ouest vers Nyack, puis revient vers l'ouest pour atteindre Nanuet 3 miles plus à l'ouest. À la hauteur de la sortie 13, elle croise la Palisades Interstate Parkway, qui mène à Fort Montgomery vers le nord et au pont George-Washington vers le sud. Elle continue ensuite de se diriger vers l'ouest à travers Nanuet, toujours en multiplex avec l'I-287, puis croise la Garden State Parkway à la sortie 14A, en direction du New Jersey et de Paterson. La New York State Thruway continue ensuite de se diriger vers l'ouest pour passer dans Monsey et Suffern. Au nord-ouest de la ville, à la hauteur de la sortie 15, l'I-287 se détache de l'I-87 pour se diriger vers le sud, vers le New Jersey, et plus loin vers le New Jersey Turnpike.

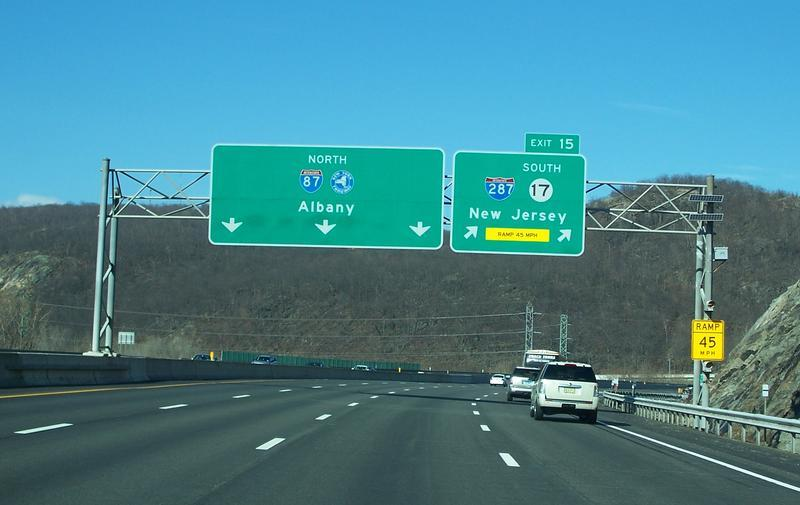
L'I-87 nord à Suffern, à la hauteur de la sortie 15, alors que l'I-287 se dirige vers le New Jersey. Les monts Ramapo sont visibles à l'arrière.

Après la sortie 15, elle courbe vers le nord pour passer à travers la chaîne des monts Ramapo, en suivant la NY 17. Elle passe ensuite à l'est de Slotasburg, en possédant un aire de service dans les deux directions. Elle se dirige ensuite vers le nord en traversant une zone plus forestière en suivant la côté ouest du parc national Harriman. Elle atteint Harriman à la hauteur de la sortie 16, où elle croise la NY 17 et la future I-86 vers Monticello et Binghamton. L'I-87 continue par la suite de se diriger vers le nord en s'éloignant peu à peu dans la grande région de New York, en traversant un territoire vallonné à une dizaine de miles à l'ouest de la vallée du fleuve Hudson, tout en étant parallèle au fleuve. La distance entre les sorties devient beaucoup plus longue après Harriman, de telle sorte que 15 miles séparent les sorties 16 et 17.
Elle croise par la suite l'I-84 à Newburgh, puis continue sa route vers le nord à travers New Paltz et ultimement Kingston, où elle passe à l'ouest de la ville. Elle frôle ensuite le parc Catskill, puis suit de plus près la vallée de l'Hudson à partir de Kingston, atteignant Catskill à la hauteur de la sortie 21. Au nord, à la sortie 21A à Selkirk, elle croise l'extension à péage de l'Interstate 90, qui mène vers le Massachusetts, la Mass Turnpike et Boston. Cinq miles plus au nord, à la sortie 23, elle croise l'I-787 alors qu'elle arrive dans la zone urbaine de la capitale New Yorkaise, Albany. L'I-787 mène vers le centre-ville.
À cet endroit, l'I-87 bifurque vers le nord-ouest pour passer au sud-ouest de la ville, en ne traversant pas le territoire plus urbanisé de la ville. Dans le secteur de McKownville, elle revient vers le nord pour atteindre l'I-90, qui mène vers Boston et Albany à l'est, ou vers Syracuse et Buffalo vers l'ouest en suivant le New York State Thruway. L'I-87 emprunte la sortie 24 pour quitter la section à péage du New York Thruway, pour former un court multiplex avec l'I-90. Durant ce multiplex, un grand poste de péage est présent dans les deux directions pour le New York State Thruway. Aussitôt après le poste de péage, l'I-87 bifurque vers le nord, vers Montréal.

### Adirondack Northway
Elle quitte l'I-90 en traversant le village de Colonie, en se dirigeant vers le nord-est, où elle croise les routes 5 et 155 aux sorties 2 et 4. Elle passe légèrement à l'est de l'aéroport international d'Albany, puis forme un très court multiplex avec la NY 7 entre les sorties 6 et 7. À la sortie 7, la NY 7 mène vers Troy et Watervliet, le long de l'Hudson.
Au nord de la sortie 7, elle traverse la rivière Mohawk puis se dirige plein nord en traversant le secteur de Clifton Park. Elle reste par la suite parallèle à la US 9 jusqu'à la frontière canadienne.
Elle entre ensuite dans les secteurs de Ballston Spa et de Saratoga Springs, ville qu'elle contourne par l'est entre les sorties 13 et 15. Une quinzaine de miles plus au nord, l'I-87 passe à l'ouest de Glen Falls entre les sorties 18 et 19, puis traverse par la suite un territoire de moins en moins urbanisé. Entre les sorties 20 et 21 entre Glen Falls et Lake George, l'I-87 fait son entrée dans le parc Adirondack, l'un des plus vastes parcs nationaux des États-Unis.
La 87 est par la suite reliée à Lake George par les sorties 21 et 22, puis s'enfonce dans le territoire montagneux des Adirondacks. Elle maintient son orientation vers le nord alors qu'elle passe à l'est de Warrensburg, puis, à la sortie 24, elle tourne vers l'ouest pour passer près de Chestertown. Elle passe par la suite dans la région de Schroon Lake entre les sorties 26 à 28. Le territoire devient beaucoup plus montagneux par la suite, puis passe dans la région de North Hudson. L'Adirondack Northway descend ensuite la vallée des Adirondacks entre les sorties 30 et 31 d'une manière plutôt abrupte sur trois miles, à Elizabethtown. Elle continue ensuite de se diriger vers le nord en passant dans la région de Lewis et de Keeseville. À la sortie 34, la route 9N relie l'autoroute à Jay, Wilmington, Whiteface Mountain et Lake Placid. C'est d'ailleurs le point le plus au sud où un panneau routier bilingue est présent aux États-Unis dû à son approche progressive de la province de Québec.
Entre la sortie 34 et 35, elle quitte le parc national des Adirondacks pour traverser la région moins vallonnée de Peru et du sud de Plattsburgh. La sortie 36 relie l'I-87 à l'aéroport de Plattsburgh pour ensuite avoir quatre échangeurs qui relient l'autoroute à la ville, soit les sorties 37 à 40. Elle passe au nord-ouest de la ville, en croisant la NY 3 et NY 374. Elle suit par la suite la vallée du lac Champlain sur le reste de son parcours, en traversant la région de Chazy. Les sorties 42 et 43 mènent vers la ville de Champlain, où elle croise la US 11 vers le nord de l'État ainsi que vers le Vermont. À la hauteur du mile 177 de l'Adirondack Northway, l'I-87 atteint le poste frontalier de Saint-Bernard-de-Lacolle, le deuxième poste le plus achalandée sur la frontière entre le Canada et les États-Unis. L'I-87 laisse sa place à l'Autoroute 15 au Québec vers Montréal, qui est situé à 50 kilomètres au nord de la frontière.

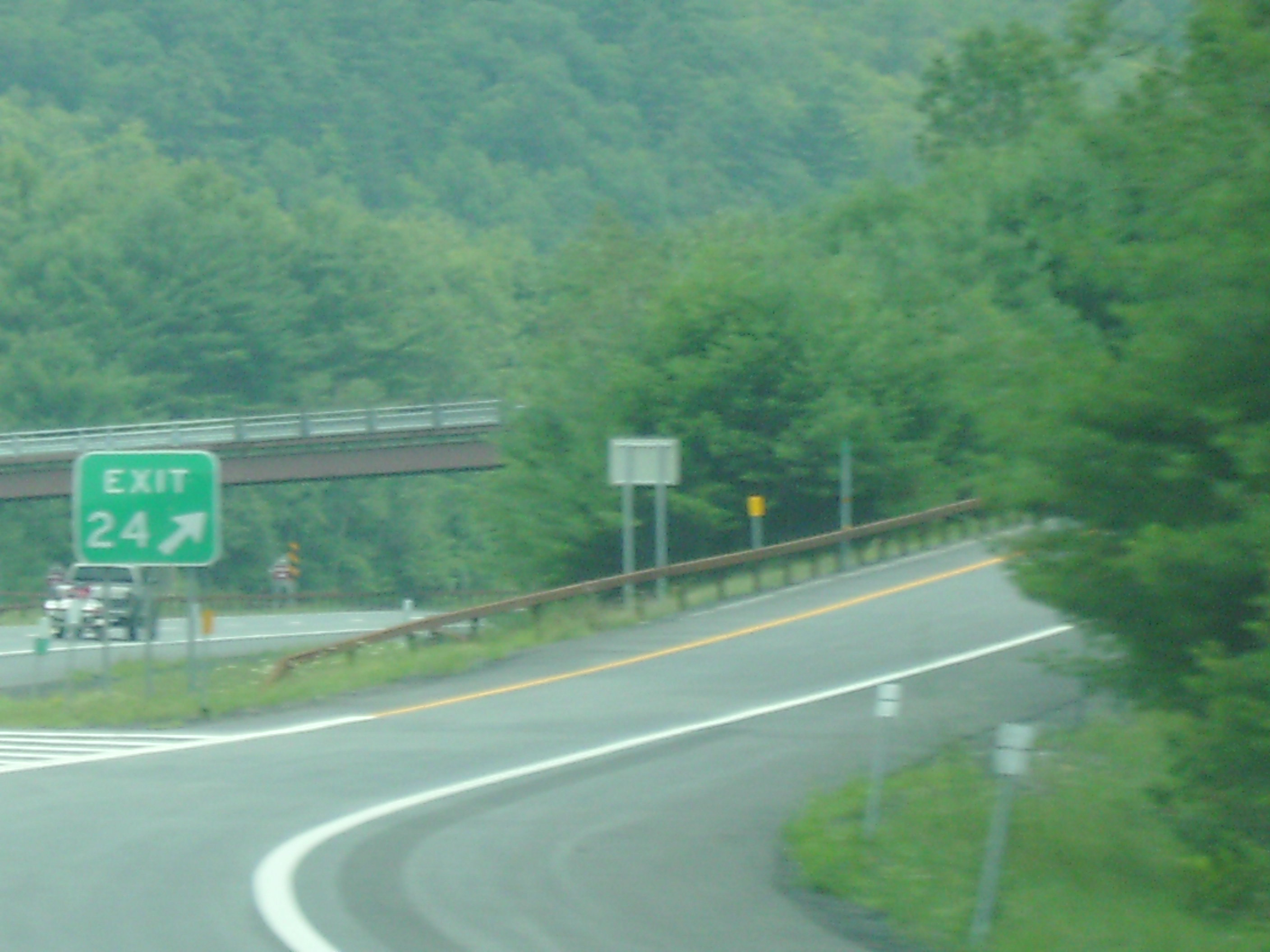
La sortie 24 de l'Interstate 87 dans sa section de l'Adirondack Northway, près de Bolton Landing.
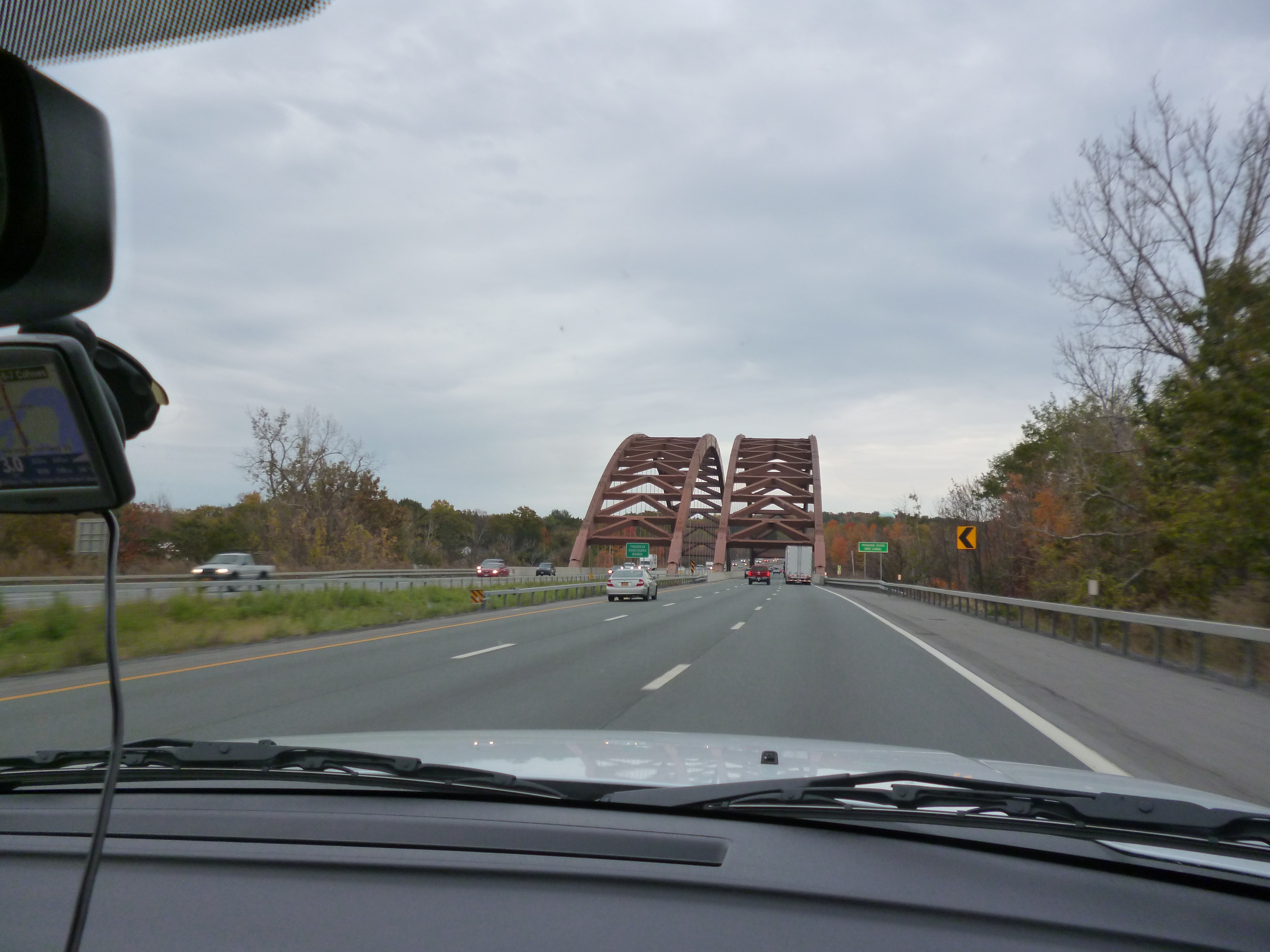
L'I87 au niveau du franchissement de la rivière Mohawk.
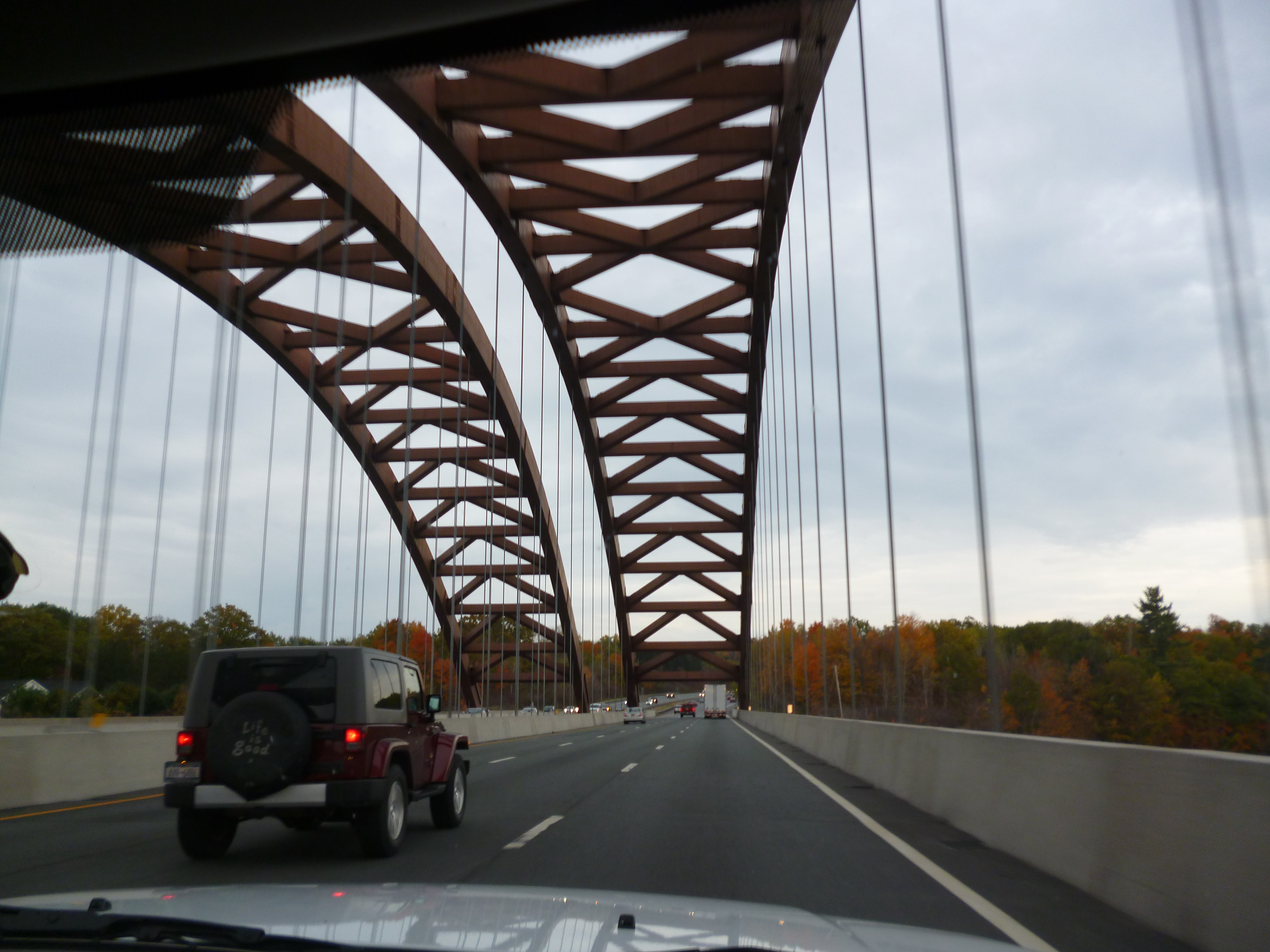
Le pont Tadeusz Kosciuszko sur la rivière Mohawk.

## Histoire

### Début de la construction
L'I-87 fut créée le 14 août 1957, en tant qu'une autoroute du réseau des Interstates américaines. L'autoroute utilisait initialement le New York State Thruway, déjà existant, d'Albany jusqu'à Newburgh et dans le comté de Westchester, puis utilisait la Major Deegan Expressway jusqu'à New York. De Newburgh jusque dans le secteur d'Elmsford, l'I-87 devait suivre une nouvelle autoroute parallèle à la US 9 vers le nord sur la rive est du fleuve Hudson, jusqu'à Fishkill. L'I-87 aurait par la suite suivi l'I-84 au-dessus de l'Hudson pour venir se joindre au Thruway à l'ouest de Newburgh. Durant ce temps, la section de l'Adirondack Northway, qui devait relier la capitale New Yorkaise (Albany) à la frontière canadienne au nord, devait être construite. Le Fuller Road Alternate, la portion autoroutière qui relie l'échangeur I-87 / I-90 jusqu'à la US 20 parallèle au Thruway, devait originellement faire partie de la Southern Albany Expressway, une autoroute proposée qui aurait relié ce point à l'I-787 en étant parallèle au Thruway entre les sorties 23 et 24.
L'Adirondack Northway fut, quant à elle, bâtie par segments, qui deviendront tous, une fois reliés, l'I-87 actuelle au nord d'Albany. La construction débuta vers la fin des années 1950 sur la Northway entre le New York State Thruway et l'échangeur avec la NY 7 (sortie 7) près de Latham. Ce segment ouvrit au trafic en 1960, et pendant ce temps, deux sections commencèrent leur construction, soit celui entre Latham et Malta (route 67, sortie 12) et celui de la US 9 dans le nord du comté de Saratoga jusqu'à la NY 149, à mi-chemin entre Glen Falls et Lake George (sortie 20). L'autoroute fut complétée entre Latham et Clifton Park (sortie 9) et de la U.S. Route 9 au sud de Glen Falls jusqu'au fleuve Hudson en 1961. La section entre la US 9 et la NY 149 fut complétée le 26 mai 1961. La section entre Latham et Malta sera terminée le 22 novembre 1961 entre la NY 146 et NY 67. Quand cette section ouvrit, elle inclut l'un des seuls croisements entre une ligne ferroviaire et une Interstate de tout le réseau américain, juste au sud du pont Thaddeus Kosciusko au-dessus de l'Hudson. La construction de l'autoroute entre les deux segments commença en 1962. La section de 1,8 mile (2,9 kilomètres) entre la NY 9P et NY 50 à l'est de Saratoga Springs fut terminée le 19 juillet 1963, et la route entière entre la NY 67 et la US 9 fut complètement terminée en 1964. Une extension reliant la NY 149 et la NY 9N au sud de Lake George ouvrit au milieu de l'année 1963.
En juillet 1963, l'Adirondack Northway fut complétée de la frontière canadienne jusqu'à la sortie 34 au sud, à Keeseville. De plus, la section existante entre Albany et Lake George fut légèrement prolongée en mai 1966 pour servir la portion nord de Lake George; à cette époque, l'I-87 se terminait juste au nord de Lake George sur la NY 9N. Au milieu de l'année 1966, l'État ouvrit une section entre Lake George et la sortie 26 à Pottersville. L'I-87 fut donc légèrement modifiée à Lake George, et au lieu de courber vers l'est pour se terminer sur la NY 9A, elle continuait désormais vers le nord sur la nouvelle section, parallèle à la US 9. La section reliée à la NY 9N autrefois empruntée par l'I-87, aussi nommée la Lake George Connector, est présentement la NY 912Q, une route de référence non signalisée longue de 0,66 mile (1,06 kilomètre). Elle possède un échangeur intermédiaire avec la US 9. Le 5 mars 1967, la section entre Lake George et Pottersville de l'I-87 fut choisie comme la nouvelle autoroute la plus belle de 1966 par le Parade Magazine. Elle devint la deuxième route de l'État de New York à détenir ce prix, alors qu'une partie de la NY 17 dans les comtés de Broome et Delaware fut choisie en 1964.

### Raccorder les sections existantes
Le tronçon manquant de l'I-87 entre Potersville et Keeseville fut considérablement réduit en juillet 1967 avec l'ouverture d'une section de 25 miles (40 km) entre Pottersville et la sortie 30 à Underwood. Le 25 juillet 1967, une autre section, entre les sorties 34 et 33, ouvrit. La dernière section de la Adirondack Northway à être construite est une section de 30 miles (48 km) entre les sorties 30 (Underwood) et 33 (Keeseville). Elle fut terminée le 31 août 1967. Une fois cette section terminée, le lien Montréal-New York devint entièrement autoroutier, alors que l'Autoroute 15 continue la tracé de l'I-87 au Québec.
Le tracé de l'I-87 a été légèrement modifié en 1968. L'autoroute commençait toujours à New York, puis chevauchait l'I-287 vers l'est jusqu'à Purchase. Ensuite, elle aurait pris la section autoroutière actuelle vers le nord, qui se terminait à cet instant sur la NY 22, à Armonk. Une autre portion de l'autoroute, du pont Goldens (route 138) jusqu'à Brewster, fut ouverte tandis que la section entre Armonk et Katonah était en construction. Tout ce segment fut complété en 1971. Le 1er janvier 1970, elle a été réalignée entre Elmsford et Newburgh pour suivre la tracé du Thruway à la place, et à la suite de cela, la section Purchase–Brewster devint l'I-684.

### Autres développements
Une longue section de l'I-87 dans le parc des Aridondacks était une zone sans réception satellite pour les cellulaires. En 2007, un conducteur qui a fait une sortie de route était incapable de téléphoner pour de l'aide, incitant ainsi le gouvernement local pour appeler les compagnies de cellulaire pour construire de nouvelles antennes dans la Dark Zone (zone noire). Dans cette zone, les cabines téléphoniques sont présentes à un intervalle d'environ deux miles, et ce dans les deux directions. Les 13 premières cabines téléphoniques ont été installées en octobre 2008. Une deuxième antenne de communication cellulaire fut complétée juste un mois plus tard.

## Futur
Il n'y a actuellement aucune sortie 3 sur la Adirondack Northway, dans la région d'Albany. Des plans sont sur la table pour soit construire une nouvelle sortie 3 pour favoriser l'accès à l'aéroport international d'Albany, ou de reconfigurer la sortie 4 pour faciliter l'accès à l'aéroport et pour réduire le taux élevé de trafic et les bouchons de circulation monstres qui sévissent actuellement dans la région.

## Disposition des voies

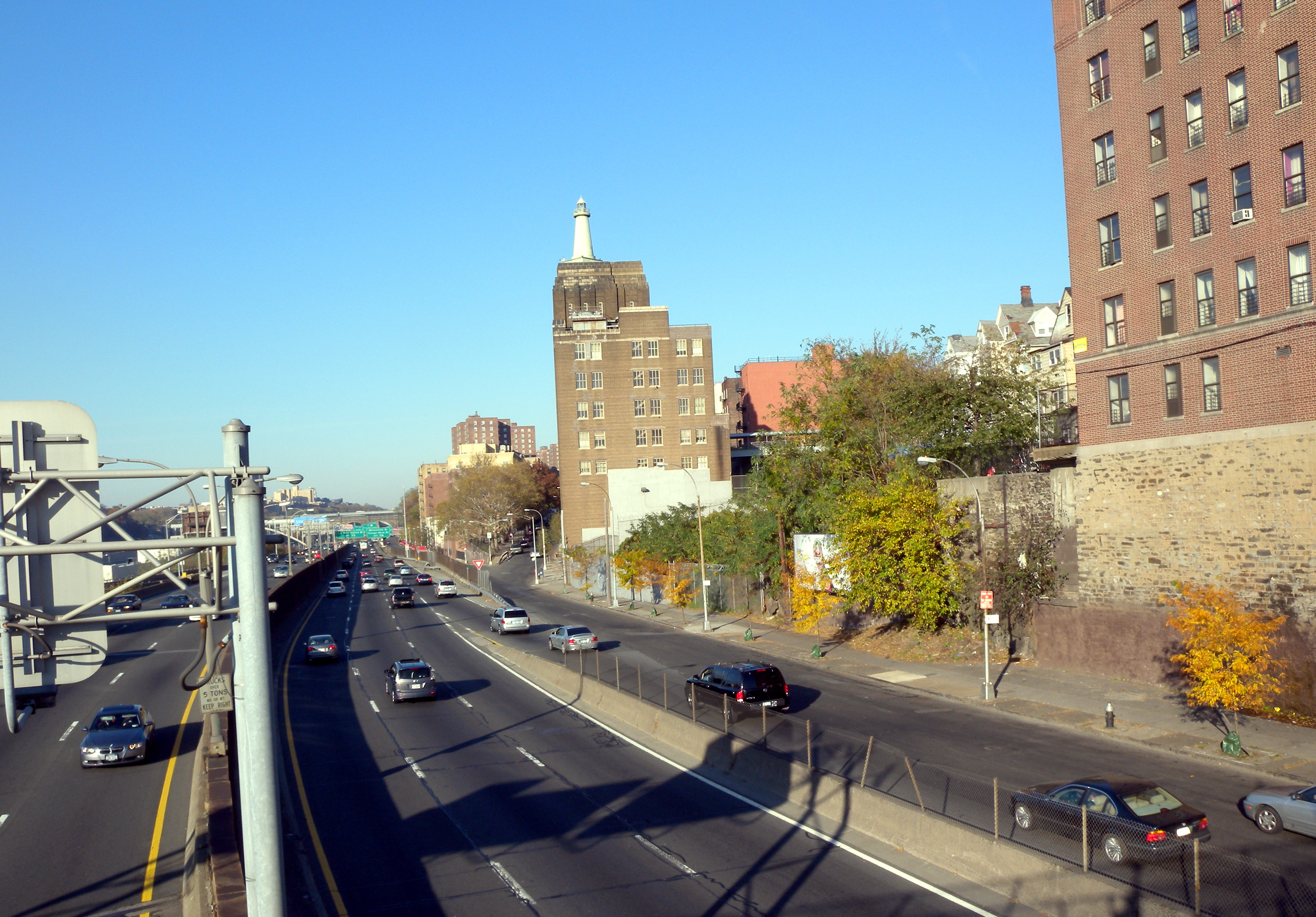
L'interstate 87 dans le Bronx près de la rivière Harlem, alors qu'elle est une autoroute à 6 voies.

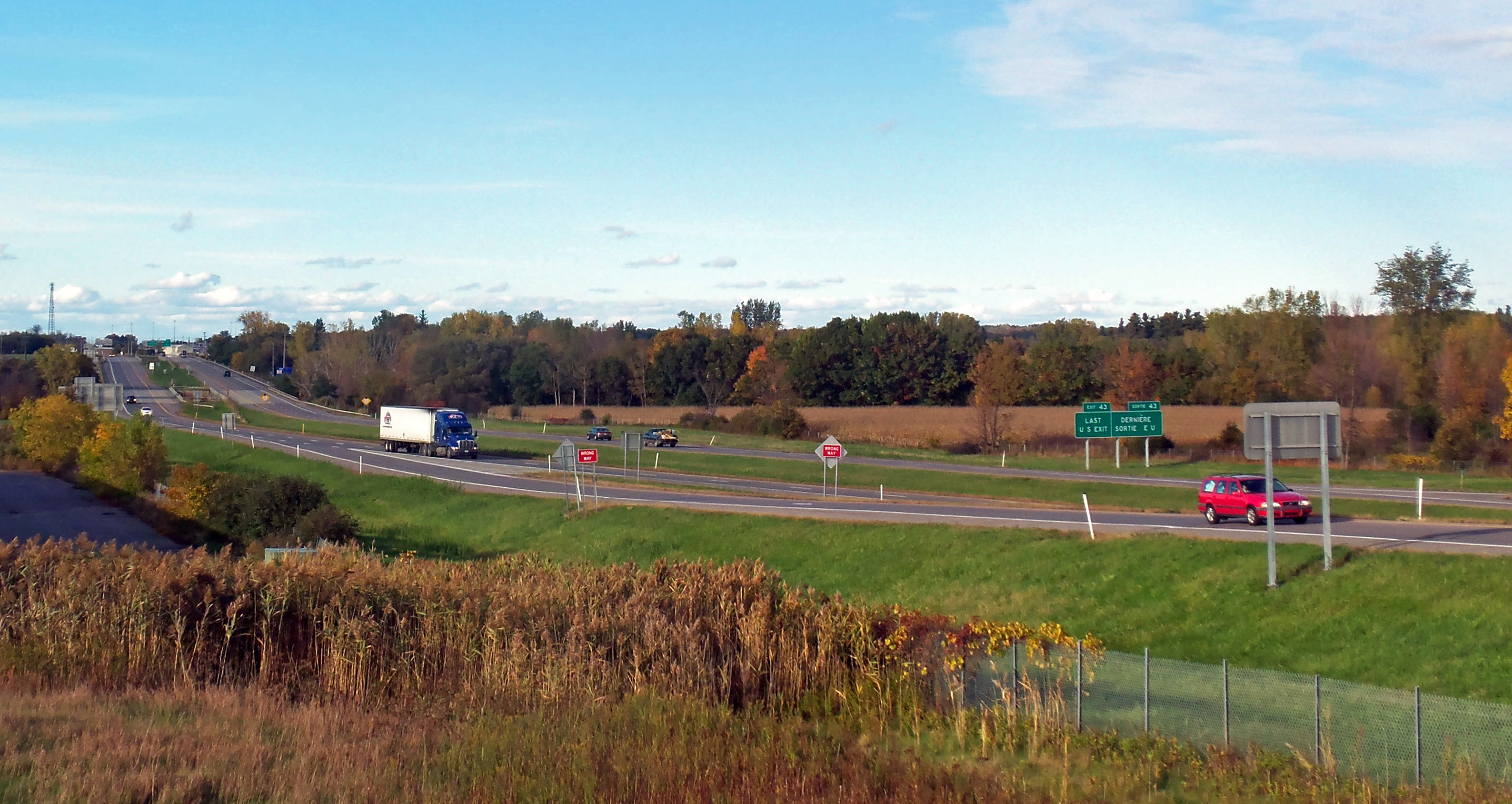
Le dernier mile de l'I-87 avant la frontière canadienne, à Champlain.

Dans la ville de New York, l'I-87 est entièrement une autoroute à six voies (3-3). Dans le territoire de Yonkers, elle est également une autoroute à six voies jusqu'à la hauteur de la sortie 8, avec l'I-287, où elle s'élargit en une autoroute à huit voies. Une fois le pont Tappan Zee atteint, elle possède sept voies, quatre en direction sud et trois en direction nord. Peu après le pont, à la sortie 11, elle redevient une autoroute à six voies (3-3), et ce, jusqu'à la sortie 16, avec la NY 17 et l'I-86, à Harriman. À cet endroit, après le grand poste de péage, elle devient une autoroute typique à quatre voies (2-2), et ce, jusqu'à Albany, à la sortie 24, où elle quitte le New York State Thruway. Après le poste de péage du NYST, elle part vers le nord sur l'Adirondack Northway en tant qu'autoroute à six voies (3-3), et ce, jusqu'à la hauteur de Lake George, au nord de la sortie 22. Le territoire devenant beaucoup moins urbanisé, elle se rétrécit en une autoroute à quatre voies (2-2), et ce, pour les 110 prochains milles dans l'État, jusqu'à la frontière canadienne.

## Frontière internationale
Au terminus nord de l'I-87, se trouve le poste frontalier de Saint-Bernard-de-Lacolle. L'I-87 devient alors l'Autoroute 15 au Québec. Ce poste est le deuxième poste frontalier le plus achalandée entre le Canada et les États-Unis sur frontière terrestre. Ce poste douanier est aussi le principal entre Montréal et New York. À partir de ce poste, Montréal est situé 53 kilomètres au nord (pour le pont Champlain et 60 kilomètres pour le centre-ville), et la ville de Plattsburgh, à 25 miles (40 km) au sud.

## Affichage bilingue

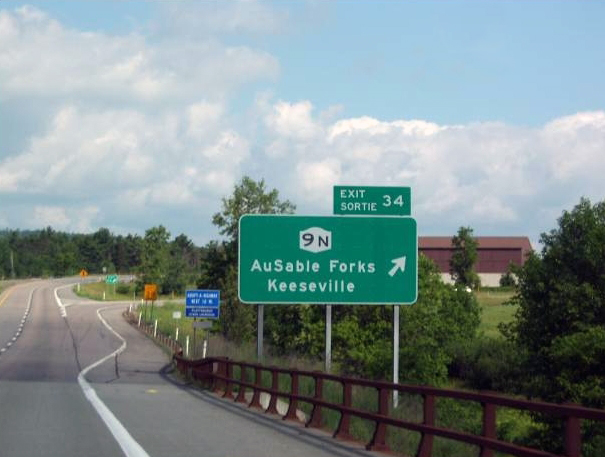
Le signe bilingue à la hauteur de la sortie 34

Puisque l'I- 87 relie les États-Unis à Montréal, l'affichage est bilingue pour quelques sorties entre les sorties 34 et 43. D'ailleurs, la sortie 34 est le point le plus au sud d'un affichage francophone et anglophone de tous les États-Unis. Ceci est aussi dû au fait que l'aéroport de Plattsburgh est emprunté fréquemment par des Québécois francophones.

## Péages
Seule la section du New York State Thruway est à péage sur l'I-87. Des postes de péages sont présents le long de chaque sorties entre les sorties 6 et 24 (pour l'I-87), et au total, quatre postes de péages sont présents sur le Thruway lui-même.
- Au nord de la sortie 6A à Yonkers, quatre voies sont offertes dans chaque directions, et trois supplémentaires pour les EZ-Pass dans les deux directions également.
- En direction sud, juste après le pont Tappan Zee, 12 voies de péages sont présentes, dont deux pour les EZ-Pass. Il est à noter qu'aucun poste de péage n'est présent pour le pont en direction nord.
- À la hauteur de la sortie 16 (NY 17 / I-86), à Harriman, quatre voies de péages sont disponibles en direction nord (dont une qui n'est accessible que depuis l'I-86 est), et six en direction sud. Dans les deux directions, deux voies sont présentes au centre du poste pour les EZ-Pass.
- Le dernier poste de péage du NYS Thruway est situé en chevauchement avec l'I-90 au nord-ouest d'Albany, entre le Thruway et la section de la Adirondack Northway. Huit voies sont disponibles en direction nord (vers l'est pour I-90), et six en direction sud (vers l'ouest pour I-90).

## Liste des sorties
L'État de New York utilise des numéros de sortie séquentiels et non pas basés sur la distance.
| Interstate 87                                                           |                                      |        |        |                                                                                  | | |
| Comté                                                                   | Municipalité                         | mi     | km     | Sortie                                                                           | Intersections / Destinations | Notes |
| Bronx                                                                   | Port Morris                          | 0,00   | 0,00   | —                                                                                | I-278 est (Bruckner Expressway) – New Haven                                                                                        | Sortie 47 de l'I-278 |
| Bronx                                                                   | Port Morris                          | 0,27   | 0,43   | —                                                                                | Bruckner Boulevard | Entrée direction nord seulement |
| Bronx                                                                   | Mott Havem                           | 0,30   | 0,48   | —                                                                                | I-278 Toll ouest (Pont RFK) – Manhattan, Queens                                                                                    | Poste de péage pour l'I-278 ouest; sortie 47 de l'I-278                                                                                  |
| Bronx                                                                   | Mott Havem                           | 0,40   | 0,64   | 1                                                                                | Brook Avenue | Sortie et entrée en direction sud |
| Bronx                                                                   | Mott Havem                           | 0,56   | 0,90   | 2                                                                                | Willis Avenue – Pont de Third Avenue                                                                                               | Pas d'entrée en direction sud |
| Bronx                                                                   | Mott Havem                           | 0,80   | 1,29   | 3                                                                                | Grand Concourse / East 138th Street / Pont de Madison Avenue                                                                       | Pont de Madison Avenue indiqué en direction sud et Grand Concourse indiqué en direction nord seulement                                   |
| Bronx                                                                   | Mott Havem                           | 1,30   | 2,09   | 4                                                                                | East 149th Street / Pont de 145th Street – Yankee Stadium                                                                          | Sortie direction nord seulement |
| Bronx                                                                   | Highbridge                           | 2,44   | 3,93   | 5                                                                                | East 161st Street / Pont de Macombs Dam – Yankee Stadium                                                                           | |
| Bronx                                                                   | Highbridge                           | 2,30   | 3,70   | 6                                                                                | East 143rd Street / River Avenue – Yankee Stadium                                                                                  | Sortie et entrée en direction sud |
| Bronx                                                                   | Highbridge                           | 3,40   | 5,47   | 7                                                                                | I-95 / US 1 (Cross Bronx Expressway) – New Haven, Trenton                                                                          | Indiqué sortie 7N (nord) et 7S (sud); dessert les ponts Whitestone, Throgs Neck et George-Washington; vers le New Jersey Turnpike        |
| Bronx                                                                   | University Heights                   | 4,10   | 6,60   | 8                                                                                | West 179th Street | Sortie et entrée en direction nord |
| Bronx                                                                   | University Heights                   | 4,76   | 7,66   | 9                                                                                | West Fordham Road / Pont de University Heights                                                                                     | |
| Bronx                                                                   | Kingsbridge                          | 5,92   | 9,53   | 10                                                                               | West 230th Street | |
| Bronx                                                                   | Van Cortlandt Park                   | 6,88   | 11,07  | 11                                                                               | Van Cortlandt Park sud | |
| Bronx                                                                   | Van Cortlandt Park                   | 7,21   | 11,60  | 12                                                                               | Henry Hudson Parkway sud / Saw Mill River Parkway nord                                                                             | Sortie direction nord, entrée direction sud; accès via Mosholu Parkway                                                                   |
| Bronx                                                                   | Van Cortlandt Park                   | 7,60   | 12,23  | Aire de service de Van Cortlandt                                                 | Aire de service de Van Cortlandt                                                                                                   | Aire de service de Van Cortlandt |
| Bronx                                                                   | Van Cortlandt Park                   | 7,55   | 12,15  | 13                                                                               | East 233rd Street | Dessert Jerome Avenue |
| Bronx                                                                   | Van Cortlandt Park                   | 8,20   | 13,20  | 14                                                                               | McLean Avenue | |
| Limite Bronx–Westchester                                                | Limite Van Cortlandt Park–Yonkers    | 8,30   | 13,36  | Terminus nord de Major Deegan Expressway; terminus sud du New York State Thruway | Terminus nord de Major Deegan Expressway; terminus sud du New York State Thruway                                                   | Terminus nord de Major Deegan Expressway; terminus sud du New York State Thruway                                                         |
| Limite Bronx–Westchester                                                | Limite Van Cortlandt Park–Yonkers    | 0,00   | 0,00   | Terminus nord de Major Deegan Expressway; terminus sud du New York State Thruway | Terminus nord de Major Deegan Expressway; terminus sud du New York State Thruway                                                   | Terminus nord de Major Deegan Expressway; terminus sud du New York State Thruway                                                         |
| Westchester                                                             | Yonkers                              | 0,48   | 0,77   | 1                                                                                | Hall Place / McLean Avenue | McLean Avenue indiqué en direction sud                                                                                                   |
| Westchester                                                             | Yonkers                              | 0,92   | 1,48   | 2                                                                                | Yonkers Avenue – Raceway | Sortie direction nord, entrée direction sud                                                                                              |
| Westchester                                                             | Yonkers                              | 1,77   | 2,85   | 3                                                                                | Mile Square Road | Sortie direction nord, entrée direction sud                                                                                              |
| Westchester                                                             | Yonkers                              | 2,18   | 3,51   | 4                                                                                | Cross County Parkway | |
| Westchester                                                             | Yonkers                              | 2,70   | 4,35   | 5                                                                                | NY 100 (en) nord (Central Park Avenue) – White Plains                                                                              | Pas de sortie en direction sud |
| Westchester                                                             | Yonkers                              | 4,00   | 6,44   | 6                                                                                | Tuckahoe Road – Bronxville, Tuckahoe, Yonkers                                                                                      | Indiqué sortie 6E (est) et 6W (ouest) en direction sud                                                                                   |
| Westchester                                                             | Yonkers                              | 5,14   | 8,27   | 6A                                                                               | Ridge Hill Boulevard / Stew Leonard Drive                                                                                          | |
| Westchester                                                             | Yonkers                              | 5,47   | 8,80   | Poste de péage de Yonkers                                                        | Poste de péage de Yonkers | Poste de péage de Yonkers |
| Westchester                                                             | Greenburgh                           | 6,10   | 9,82   | Aire de service d'Ardsley (direction nord)                                       | Aire de service d'Ardsley (direction nord)                                                                                         | Aire de service d'Ardsley (direction nord)                                                                                               |
| Westchester                                                             | Ardsley                              | 7,58   | 12,20  | 7                                                                                | NY 9A – Ardsley | Sortie direction nord, entrée direction sud                                                                                              |
| Westchester                                                             | Greenburgh                           | 10,33  | 16,62  | 7A                                                                               | Saw Mill River Parkway vers Taconic State Parkway                                                                                  | Pas d'entrée en direction sud |
| Westchester                                                             | Greenburgh                           | 10,33  | 16,62  | 7A                                                                               | Saw Mill River Parkway sud | Sortie direction sud seulement |
| Westchester                                                             | Greenburgh                           | 10,50  | 16,90  | 8                                                                                | I-287 est / NY 119 (en) / Saw Mill River Parkway nord vers I-95 – White Plains, Rye, New Haven                                     | Terminus sud du multiplex avec I-287; indiqué sortie 8 (I-287) et 8A (NY 119 / Saw Mill Pkwy) en direction sud                           |
| Westchester                                                             | Tarrytown                            | 12,65  | 20,36  | 9                                                                                | US 9 / NY 119 (en) est – Tarrytown, Sleepy Hollow                                                                                  | |
| Fleuve Hudson                                                           | Fleuve Hudson                        | 12,80  | 20,60  | Pont Tappan Zee (Gouverneur Mario M. Cuomo)                                      | Pont Tappan Zee (Gouverneur Mario M. Cuomo)                                                                                        | Pont Tappan Zee (Gouverneur Mario M. Cuomo)                                                                                              |
| Rockland                                                                | South Nyack                          | 14,76  | 23,75  | Poste de péage du Pont Tappan Zee (direction sud seulement)                      | Poste de péage du Pont Tappan Zee (direction sud seulement)                                                                        | Poste de péage du Pont Tappan Zee (direction sud seulement)                                                                              |
| Rockland                                                                | South Nyack                          | 16,49  | 26,54  | 10                                                                               | US 9W – Nyack, South Nyack | Pas de sortie en direction sud |
| Rockland                                                                | Nyack                                | 17,63  | 28,37  | 11                                                                               | US 9W / NY 59 (en) ouest – Nyack, South Nyack                                                                                      | |
| Rockland                                                                | Limite West Nyack–Valley Cottage     | 18,76  | 30,19  | 12                                                                               | NY 303 (en) / Palisades Center Drive – West Nyack                                                                                  | |
| Rockland                                                                | Tripoint West Nyack–Bardonia– Nanuet | 20,94  | 33,70  | 13                                                                               | Palisades Parkway (en) – Bear Mountain, Pont George-Washington                                                                     | Indiqué sortie 13N (nord) et 13S (sud)                                                                                                   |
| Rockland                                                                | Nanuet                               | 22,80  | 36,69  | 14                                                                               | NY 59 (en) – Spring Valley, Nanuet                                                                                                 | |
| Rockland                                                                | Nanuet                               | 23,00  | 37,01  | —                                                                                | CR 35 (Pasack Road) / Old Turnpike Road                                                                                            | Entrée direction sud seulement |
| Rockland                                                                | Chestnut Ridge                       | 23,53  | 37,87  | 14A                                                                              | Garden State Parkway (en) sud – Newark, Philadelphie                                                                               | |
| Rockland                                                                | Chestnut Ridge                       | 24,31  | 39,12  | Poste de péage de Spring Valley (direction nord seulement)                       | Poste de péage de Spring Valley (direction nord seulement)                                                                         | Poste de péage de Spring Valley (direction nord seulement)                                                                               |
| Rockland                                                                | Montebello                           | 27,62  | 44,45  | 14B                                                                              | Airmont Road (CR 89) – Airmont, Montebello, Monsey, Suffern                                                                        | |
| Rockland                                                                | Suffern                              | 30,17  | 48,55  | 15                                                                               | I-287 sud / Route 17 (en) sud – New Jersey, Pont George-Washington, Staten Island                                                  | Terminus nord du multiplex avec I-287; terminus sud du multiplex avec NY 17                                                              |
| Rockland                                                                | Hillburn                             | 31,35  | 50,45  | 15A                                                                              | NY 17 (en) nord / NY 59 (en) / US 202 vers Seven Lakes Drive (en) – Sloatsburg, Suffern, Tuxedo                                    | Terminus nord du multiplex avec NY 17 |
| Rockland                                                                | Ramapo                               | 32,40  | 52,14  | Tandem Trailer Area                                                              | Tandem Trailer Area | Tandem Trailer Area |
| Rockland                                                                | Sloatsburg                           | 33,20  | 53,43  | Aire de service de Sloatsburg–Ramapo                                             | Aire de service de Sloatsburg–Ramapo                                                                                               | Aire de service de Sloatsburg–Ramapo |
| Orange                                                                  | Woodbury                             | 45,00  | 72,42  | 16                                                                               | Future I-86 / US 6 / NY 17 (en) / NY 32 / Woodbury Outlets Boulevard – Harriman, Bear Mountain, West Point, Monticello, Binghamton | |
| Orange                                                                  | Woodbury                             | 45,00  | 72,42  | Poste de péage de Woodbury                                                       | | |
| Orange                                                                  | Newburgh                             | 60,10  | 96,72  | 17                                                                               | I-84 / NY 300 (en) / NY 17K (en) / Woodbury Outlets Boulevard – Scranton, Newburgh, Aéroport Stewart, Danbury                      | Sortie 36A de l'I-84 |
| Orange                                                                  | Newburgh                             | 64,80  | 104,30 | Aire de service de Plattekill-Modena                                             | Aire de service de Plattekill-Modena                                                                                               | Aire de service de Plattekill-Modena |
| Ulster                                                                  | New Paltz                            | 76,01  | 122,33 | 18                                                                               | NY 299 (en) – Pont Mid-Hudson, New Paltz, Poughkeepsie, Hyde Park                                                                  | |
| Ulster                                                                  | Ulster                               | 91,37  | 147,05 | 19                                                                               | NY 28 – Kingston, Rhinecliff Bridge, Woodstock                                                                                     | |
| Ulster                                                                  | Ulster                               | 96,30  | 154,98 | Aire de service d'Ulster (direction sud)                                         | Aire de service d'Ulster (direction sud)                                                                                           | Aire de service d'Ulster (direction sud)                                                                                                 |
| Ulster                                                                  | Saugerties                           | 101,25 | 162,95 | 20                                                                               | NY 32 / NY 212 (en) – Saugerties, Woodstock                                                                                        | |
| Ulster                                                                  | Saugerties                           | 103,20 | 166,08 | Aire de service de Malden (direction nord)                                       | Aire de service de Malden (direction nord)                                                                                         | Aire de service de Malden (direction nord)                                                                                               |
| Greene                                                                  | Catskill                             | 113,89 | 183,29 | 21                                                                               | NY 23 (en) – Cairo, Catskill, Hudson, Pont Rip Van Winkle                                                                          | |
| Greene                                                                  | New Baltimore                        | 124,53 | 200,41 | 21B                                                                              | US 9W vers NY 81 (en) – Coxsackie, Ravena, New Baltimore, Athens                                                                   | |
| Greene                                                                  | New Baltimore                        | 127,30 | 204,87 | Aire de service de New Baltimore / Centre d'accueil de la région de la Capitale  | Aire de service de New Baltimore / Centre d'accueil de la région de la Capitale                                                    | Aire de service de New Baltimore / Centre d'accueil de la région de la Capitale                                                          |
| Albany                                                                  | Coeymans                             | 133,60 | 215,01 | 21A                                                                              | Vers I-90 / Massachusetts Turnpike – Boston                                                                                        | |
| Albany                                                                  | Bethlehem                            | 134,93 | 217,15 | 22                                                                               | NY 144 (en) vers NY 396 (en) – Selkirk                                                                                             | |
| Albany                                                                  | Bethlehem                            | 139,80 | 224,99 | Poste de péage                                                                   | Poste de péage | Poste de péage |
| Albany                                                                  | Albany                               | 141,92 | 228,40 | 23                                                                               | I-787 nord / US 9W – Albany, Troy, Rensselaer                                                                                      | Terminus sud de l'I-787 |
| Albany                                                                  | Bethlehem                            | 145,60 | 234,32 | Poste de péage                                                                   | Poste de péage | Poste de péage |
| Albany                                                                  | Limite Albany–Guilderland            | 148,15 | 238,42 | 24                                                                               | I-90 Toll ouest / New York Thruway ouest vers I-88 – Buffalo                                                                       | Indiqué sortie 24 en direction nord et 1W en direction sud; l'I-87 quitte le New York State Thruway, terminus sud du multiplex avec I-90 |
| Albany                                                                  | Limite Albany–Guilderland            | 148,15 | 238,42 | 1W                                                                               | I-90 Toll ouest / New York Thruway ouest vers I-88 – Buffalo                                                                       | Indiqué sortie 24 en direction nord et 1W en direction sud; l'I-87 quitte le New York State Thruway, terminus sud du multiplex avec I-90 |
| Albany                                                                  | Limite Albany–Guilderland            | 0,00   | 0,00   | 1S                                                                               | Vers US 20 (Western Avenue) / Crossgates Mall Road                                                                                 | |
| Albany                                                                  | Limite Albany–Guilderland            | 0,00   | 0,00   | 1E                                                                               | I-90 est – Albany, Boston | Terminus nord du multiplex avec I-90; sortie 1N-S de l'I-90 ouest                                                                        |
| Albany                                                                  | Colonie                              | 1,32   | 2,12   | 2                                                                                | NY 5 (en) (Central Avenue) / Wolf Road – Albany, Schenectady                                                                       | Indiqué sortie 2E (est) et 2W (ouest) |
| Albany                                                                  | Colonie                              | 3,00   | 4,83   | 3                                                                                | NY 155 (en) ouest / Albany Shaker Road – Aéroport international d'Albany                                                           | |
| Albany                                                                  | Colonie                              | 3,10   | 4,99   | 4                                                                                | Wolf Road | |
| Albany                                                                  | Colonie                              | 4,21   | 6,78   | 5                                                                                | NY 155 (en) est – Latham | |
| Albany                                                                  | Colonie                              | 5,46   | 8,79   | 6                                                                                | NY 7 (en) ouest / NY 2 (en) est – Schenectady, Watervliet                                                                          | Terminus sud du multiplex avec NY 7 |
| Albany                                                                  | Colonie                              | 6,01   | 9,67   | 7                                                                                | NY 7 (en) est / US 9 / NY 9R (en) / I-787 sud – Troy, Cohoes, Latham, Waterford, Albany                                            | Terminus nord du multiplex avec NY 7 |
| Rivière Mohawk                                                          | Rivière Mohawk                       | 8,24   | 13,26  | Pont Thaddeus Kosciusko                                                          | Pont Thaddeus Kosciusko | Pont Thaddeus Kosciusko |
| Saratoga                                                                | Limite Halfmoon– Clifton Park        | 10,25  | 16,50  | 8                                                                                | Crescent-Visher Ferry Road (CR 92) – Vischer Ferry, Crescent                                                                       | |
| Saratoga                                                                | Limite Halfmoon– Clifton Park        | 11,56  | 18,60  | 8A                                                                               | Gromms Road (CR 91) – Waterford | |
| Saratoga                                                                | Clifton Park                         | 13,10  | 21,08  | 9                                                                                | NY 146 (en) – Clifton Park, Halfmoon                                                                                               | Indiqué sortie 9W (ouest) et 9E (est) en direction sud                                                                                   |
| Saratoga                                                                | Clifton Park                         | 14,20  | 22,85  | Aire de repos de Clifton Park (direction nord)                                   | Aire de repos de Clifton Park (direction nord)                                                                                     | Aire de repos de Clifton Park (direction nord)                                                                                           |
| Saratoga                                                                | Clifton Park                         | 16,00  | 25,75  | 10                                                                               | Ushers Road – Ballston Lake, Jonesville                                                                                            | |
| Saratoga                                                                | Round Lake                           | 18,56  | 29,87  | 11                                                                               | Round Lake Road (CR 80) – Burnt Hills, Round Lake                                                                                  | |
| Saratoga                                                                | Malta                                | 20,86  | 33,57  | 12                                                                               | NY 67 (en) – Ballston Spa, Malta                                                                                                   | |
| Saratoga                                                                | Malta                                | 24,54  | 39,49  | 13                                                                               | US 9 (Broadway) – Saratoga Lake, Ballston Spa, Saratoga Springs                                                                    | Indiqué sortie 13S (sud) et 13N (nord)                                                                                                   |
| Saratoga                                                                | Saratoga Springs                     | 27,30  | 43,94  | —                                                                                | Crescent Avenue | Entrée direction sud seulement |
| Saratoga                                                                | Saratoga Springs                     | 28,56  | 45,96  | 14                                                                               | NY 9P (en) (Union Avenue) vers NY 29 (en) – Saratoga Springs, Schuylerville, Saratoga Lake                                         | NY 29 indiqué en direction nord |
| Saratoga                                                                | Limite Saratoga Springs–Wilton       | 30,35  | 48,84  | 15                                                                               | NY 50 (en) vers NY 29 (en) – Saratoga Springs, Gansevoort, Schuylerville                                                           | NY 29 indiqué en direction sud |
| Saratoga                                                                | Wilton                               | 35,86  | 57,71  | 16                                                                               | Ballard Road (CR 33) – Wilton, Corinth, Gansevoort                                                                                 | |
| Saratoga                                                                | Moreau                               | 40,64  | 65,40  | 17                                                                               | US 9 (Saratoga Road) – South Glens Falls, Moreau Lake State Park                                                                   | |
| Fleuve Hudson                                                           | Fleuve Hudson                        | 42,73  | 68,77  | Pont                                                                             | Pont | Pont |
| Warren                                                                  | Queensbury                           | 43,70  | 70,33  | Aire de repos de Glens Falls / Centre d'accueil des Adirondacks                  | Aire de repos de Glens Falls / Centre d'accueil des Adirondacks                                                                    | Aire de repos de Glens Falls / Centre d'accueil des Adirondacks                                                                          |
| Warren                                                                  | Queensbury                           | 45,17  | 72,69  | 18                                                                               | Corinth Road (CR 28) – Glens Falls, Corinth                                                                                        | |
| Warren                                                                  | Queensbury                           | 47,52  | 76,48  | 19                                                                               | NY 254 (en) – Glens Falls, Hudson Falls                                                                                            | Hudson Falls indiqué en direction sud |
| Warren                                                                  | Queensbury                           | 49,80  | 80,15  | 20                                                                               | NY 149 (en) / US 9 – Fort Ann, Whitehall                                                                                           | |
| Warren                                                                  | Limite Queensbury–Lake George        | 51,23  | 82,45  | Limite sud de Parc Adirondack                                                    | Limite sud de Parc Adirondack | Limite sud de Parc Adirondack |
| Warren                                                                  | Lake George                          | 52,98  | 85,26  | 21                                                                               | NY 9N (en) – Lake Luzerne, Lake George                                                                                             | Lake George indiqué en direction nord |
| Warren                                                                  | Lake George                          | 55,02  | 88,55  | 22                                                                               | US 9 / NY 9N (en) – Lake George, Diamond Point, Bolton Landing                                                                     | Diamond Point indiqué en direction nord                                                                                                  |
| Warren                                                                  | Lake George                          | 59,45  | 95,68  | 23                                                                               | Diamond Point Road (CR 35) – Warrensburg, Diamond Point                                                                            | |
| Warren                                                                  | Warrensburg                          | 67,85  | 109,19 | 24                                                                               | Schroon River Road (CR 10) / Riverbank Road (CR 11) – Bolton Landing                                                               | |
| Warren                                                                  | Chester                              | 73,22  | 117,84 | 25                                                                               | NY 8 (en) – Chestertown, Hague | |
| Warren                                                                  | Chester                              | 78,00  | 125,53 | 26                                                                               | US 9 – Pottersville, Minerva | |
| Essex                                                                   | Schroon                              | 81,99  | 131,95 | 27                                                                               | US 9 – Schroon Lake | Sortie direction nord, entrée direction sud                                                                                              |
| Essex                                                                   | Schroon                              | 88,70  | 142,75 | 28                                                                               | NY 74 (en) est – Ticonderoga, Crown Point                                                                                          | |
| Essex                                                                   | North Hudson                         | 94,63  | 152,29 | 29                                                                               | Blue Ridge Road (CR 84) – Newcomb, North Hudson                                                                                    | |
| Essex                                                                   | North Hudson                         | 99,50  | 160,13 | Aire de repos de High Peaks                                                      | Aire de repos de High Peaks | Aire de repos de High Peaks |
| Essex                                                                   | North Hudson                         | 104,46 | 168,11 | 30                                                                               | US 9 / NY 73 (en) – Keene Valley, Keene, North Hudson                                                                              | |
| Essex                                                                   | Westport                             | 117,58 | 189,23 | 31                                                                               | NY 9N (en) – Elizabethtown, Westport                                                                                               | Accès au traversier Essex, NY–Charlotte, VT                                                                                              |
| Essex                                                                   | Lewis                                | 122,90 | 197,79 | Aire de repos de Lewis                                                           | Aire de repos de Lewis | Aire de repos de Lewis |
| Essex                                                                   | Lewis                                | 123,48 | 198,72 | 32                                                                               | Stowersville Road (CR 12) – Lewis, Willsboro                                                                                       | Willsboro indiqué en direction nord |
| Essex                                                                   | Chesterfield                         | 134,98 | 217,23 | 33                                                                               | US 9 / NY 22 (en) – Keeseville, Willsboro, Essex                                                                                   | Accès au traversier Essex, NY–Charlotte, VT                                                                                              |
| Rivière Au Sable                                                        | Rivière Au Sable                     | 138,34 | 222,64 | Pont                                                                             | Pont | Pont |
| Clinton                                                                 | Au Sable                             | 138,74 | 223,28 | 34                                                                               | NY 9N (en) – Au Sable Forks, Keeseville                                                                                            | |
| Clinton                                                                 | Limite Au Sable–Peru                 | 142,41 | 229,19 | Limite nord du Parc Adirondack                                                   | Limite nord du Parc Adirondack | Limite nord du Parc Adirondack |
| Clinton                                                                 | Peru                                 | 144,51 | 232,57 | 35                                                                               | NY 442 (en) (Bear Swamp Road) – Peru, Valcour, Port Kent                                                                           | |
| Clinton                                                                 | Peru                                 | 146,60 | 235,93 | Aire de repos de Valcour (direction nord)                                        | Aire de repos de Valcour (direction nord)                                                                                          | Aire de repos de Valcour (direction nord)                                                                                                |
| Clinton                                                                 | Plattsburgh                          | 150,10 | 241,56 | 36                                                                               | NY 22 (en) – Aéroport international de Plattsburgh                                                                                 | |
| Clinton                                                                 | Plattsburgh                          | 153,06 | 246,33 | 37                                                                               | NY 3 (en) – Plattsburgh, Saranac Lake                                                                                              | Saranac Lake indiqué en direction nord                                                                                                   |
| Clinton                                                                 | Plattsburgh                          | 154,87 | 249,24 | 38                                                                               | NY 22 (en) / NY 374 (en) – Plattsburgh, Dannemora, Saranac Lake                                                                    | |
| Clinton                                                                 | Plattsburgh                          | 156,36 | 251,64 | 39                                                                               | NY 314 (en) est – Cumberland Head, Plattsburgh Bay                                                                                 | Indiqué sortie 39 en direction nord et 39E en direction sud; accès au traversier Cumberland Head, NY–Grand Isle, VT                      |
| Clinton                                                                 | Plattsburgh                          | 156,36 | 251,64 | 39N                                                                              | Moffitt Road | Sortie direction sud |
| Clinton                                                                 | Beekmantown                          | 160,18 | 257,78 | 40                                                                               | CR 58 – Beekmantown, Point au Roche                                                                                                | |
| Clinton                                                                 | Beekmantown                          | 162,10 | 260,87 | Aire de repos de Point au Roche–Beekmantown / Information touristique            | Aire de repos de Point au Roche–Beekmantown / Information touristique                                                              | Aire de repos de Point au Roche–Beekmantown / Information touristique                                                                    |
| Clinton                                                                 | Chazy                                | 167,77 | 270,00 | 41                                                                               | CR 23 – Chazy, Sciota | |
| Clinton                                                                 | Champlain                            | 174,21 | 280,36 | 42                                                                               | US 11 – Mooers, Rouses Point | |
| Clinton                                                                 | Champlain                            | 175,53 | 282,49 | 43                                                                               | US 9 – Champlain | Terminus nord de US 9; dernière sortie aux États-Unis                                                                                    |
| Clinton                                                                 | Champlain                            | 176,16 | 283,50 | —                                                                                | A-15 nord – Montréal | Continue au Québec comme A-15 |
| - Terminus de multiplex - Péage - Accès incomplet - Transition de route |                                      |        |        |                                                                                  | | |

## Autoroutes reliées
- Interstate 287
- Interstate 787